# Billy Crawshaw
Aaron William „Billy“ Crawshaw (* 11. August 1895 in Darwen; † 18. September 1963 in Exeter) war ein englischer Fußballspieler. Der Außenläufer bestritt in der ersten Hälfte der 1920er Jahre für Exeter City und Accrington Stanley insgesamt 98 Spiele in den drittklassigen Spielklassen der Football League.

## Karriere
Crawshaw diente 1919 in der Royal Field Artillery und war in den Topsham Barracks in Exeter stationiert, dabei wurde der lokale Profiklub Exeter City auf das fußballerische Talent Crawshaws aufmerksam. Im Frühjahr 1919, der reguläre Fußballbetrieb war nach dem Ersten Weltkrieg noch nicht wieder aufgenommen, kam er zu ersten Einsätzen. So konstatierte die Western Times im März 1919 anlässlich eines Spiels gegen eine Auswahl der Royal Air Force aus Salisbury, dass mit Crawshaw, der als linker Läufer agierte, „ein guter Mann im Entstehen begriffen“ sei. Einige Wochen später wirkte er auch an einem 3:1-Sieg beim Lokalrivalen Plymouth Argyle vor 12.000 Zuschauern im Home Park mit.
Zur Saison 1919/20, die Exeter in der Southern League bestritt, gehörte er als Amateur zum Kader, in traditionellen vorsaisonalen vereinsinternen Testspielen der Probables gegen die Possibles stand er auf Seiten der B-Elf als linker Läufer. Im Januar 1920 debütierte er schließlich als Ersatz für den verletzten Jimmy Rigby in einem Pflichtspiel gegen den FC Gillingham (Endstand 2:1), zu diesem Zeitpunkt war er noch im Range eines Sergeants beim Militär. Crawshaw etablierte sich alsbald in der Stammmannschaft, bis Saisonende absolvierte er 15 Ligapartien. Spätestens zur Spielzeit 1920/21, Exeter war wie die gesamte Division One der Southern League Teil der neuen Football League Third Division geworden, war er aus dem Armeedienst entlassen worden und zum Profi aufgestiegen. Crawshaw wirkte am historisch ersten Football-League-Spiel Exeters mit (3:0 gegen den FC Brentford) und bildete den Großteil der Saison mit Jim Carrick und Alf Green die Läuferreihe, zum Saisonende hin verlor er seinen Platz im Team verletzungsbedingt an Rigby.
In der Saisonpause wechselte Crawshaw, ebenso wie sein Mannschaftskamerad Jim Makin, in den Nordosten Englands zu Accrington Stanley, die zur Saison 1921/22 Teil der neu geschaffenen Football League Third Division North wurden. Auch bei Accrington stand er im historisch ersten Football-League-Spiel des Klubs auf dem Platz (3:6 gegen den AFC Rochdale), in der Läuferreihe agierte er im Saisonverlauf meist an der Seite des Mittelläufers Stanley Popplewell, mit dem Crawshaw bereits 1920 bei Exeter gespielt hatte. Mit seiner eleganten Spielweise und vornehmem Benehmen auf dem Platz wurde Crawshaw bei Accrington schnell zum Publikumsliebling, mutmaßlich wegen seines leichtgewichtigen Körperbaus hatte er den Rufnamen „Spider“ (dt. Spinne). Crawshaw bestritt in zwei Jahren 59 Liga- und 3 FA-Cup-Partien und bestach dabei mit beständigen und effektiven Leistungen; während er 1921/22 zumeist als rechter Läufer agierte, kam er in der Spielzeit 1922/23 überwiegend auf der linken Seite der Läuferreihe zum Einsatz. Als er zu Jahresbeginn 1922 für mehrere Wochen krankheitsbedingt pausieren musste, charakterisierte ihn der Derby Daily Telegraph als Spieler der selten grätscht und gegnerisches Kombinationsspiel erfolgreich unterbindet.
Nachdem er bereits Anfang Mai 1923 anlässlich eines „benefit“-Spiels für die beiden Exeter-Spieler Jimmy Rigby und John Dockray nach Exeter zurückgekehrt war, bei dem eine Ehemaligen-Auswahl auf das derzeitige Team traf, und er eine gute Leistung gezeigt haben soll, wurde er wenig später von Fred Maven nach zwei Jahren in den Südwesten Englands zu Exeter zurückgeholt. In der Presse wurde er bei seiner Verpflichtung als „jung, eifrig, gewissenhaft“ beschrieben. Zum Saisonauftakt gegen Newport County zog sich Crawshaw eine Bänderverletzung zu und kam nach seiner Genesung im Reserveteam zum Einsatz. Ende des Jahres kehrte er in die Mannschaft zurück, in seinen sechs Einsätzen blieb das Team aber sieglos und fünfmal ohne eigenen Torerfolg, sodass Trainer Maven auf den Außenläuferpositionen alsbald wieder seine Konkurrenten Joe Colebourne und Donald Gilchrist bevorzugte. Auch in der Saison 1924/25 kam er nur sporadisch zum Einsatz, während die Läuferreihe im Saisonverlauf zumeist das Trio Bob Pullan, Ellis Crompton und Albert Potter bildete kam Crawshaw in der ersten Saisonhälfte noch zu sechs Ligaauftritten. Auch in der Spielzeit 1925/26 zählte er noch zum Aufgebot und presseseitig wurde seine Leistung im vorsaisonalen vereinsinternen Testspiel als „spielte schönen Fußball, war der herausragende Läufer“ bewertet. Im Saisonverlauf blieb er auf Einsätze im Reserveteam beschränkt und am Saisonende wurde ihm als einem von acht Spielern ein ablösefreier Transfer gestattet.
Seine Karriere ließ er in der Saison 1926/27 beim nahegelegenen Klub Taunton United ausklingen. Im Februar 1927 war er mit Taunton zu Gast bei Exeter, gegen das Reserveteam verlor er mit seiner Elf 2:10 und war dabei nach Pressemeinung neben dem Torhüter der einzige Spieler seiner Mannschaft, der eine anständige Leistung zeigte. Taunton geriet wenig später in finanzielle Notlage und der Klub löste sich im April 1927 auf, die Mannschaft spielte die Saison dennoch zu Ende und belegte sowohl in der Southern League als auch der Western League den vorletzten Tabellenplatz.
Nach seiner Fußballerlaufbahn war Crawshaw als Inhaber eines Bauunternehmens in Heavitree tätig. Sportlich betätigte er sich unter anderem im Golf, zeitweise war er Kapitän und Präsident des Exeter Golf and Country Clubs. Exeter City blieb er ebenfalls verbunden, war ab 1948 Vorsitzender der Grecians Association, einer Fan-Organisation, die den Profiklub vor allem finanziell unterstützte. Ab 1954 gehörte er dem Vereinsvorstand an, wurde in der Folge Vizepräsident und trat 1961 von seinem Posten zurück. Crawshaw starb 68-jährig 1963 in einem Pflegeheim in Exeter, er hinterließ seiner Frau und seiner Tochter 23.673 £.